# HD 45433
HD 45433，又名BD-00 1299，SAO 133269、HR 2335，是一颗恒星，视星等为5.55，位于銀經210.41，銀緯-5.5，其B1900.0坐标为赤經6h 22m 8.8s，赤緯-0° -5.5′ 57″。